# Rafael Ilha
Rafael Ilha Alves Pereira (Rio de Janeiro, 7 de março de 1973) é um ator, cantor, músico, apresentador e repórter brasileiro ex-integrante do extinto grupo Polegar. Em 2018, venceu a décima temporada do reality show A Fazenda, na RecordTV.

## Biografia
Começou sua carreira muito jovem participando de comerciais para a TV, logo após ingressou no grupo Polegar, sendo um dos vocalistas e guitarrista da banda; essa experiência durou 3 anos. Na mesma época, participou do filme Uma Escola Atrapalhada do grupo humorístico Os Trapalhões.
Logo após sua saída do grupo Polegar, Rafael tornou-se apresentador do programa Casa Mágica na TV Record. Nesse período de sua adolescência e começo da vida adulta, no entanto, Rafael se viu envolvido com o mundo das drogas, consumia cocaína, álcool, crack e outras substâncias, chegou ao ponto de ser expulso de casa e viver alguns meses como um mendigo.
Foi preso duas vezes, a primeira supostamente por um mal-entendido, em 1998, e a outra devido a posse ilegal de armas no ano de 2002. A partir do ano 2000, segundo suas próprias palavras, largou o vício após ser internado em uma clínica para dependentes químicos. Ao longo das crises de abstinência, engolia pilhas, isqueiros e canetas.
Casou-se e teve um filho do primeiro relacionamento, atualmente está casado de novo e teve uma filha. Trabalhava como voluntário em uma clínica para recuperação de usuários de drogas. Sua carreira de cantor enveredou-se para a música gospel.
Em 2014, voltou a cantar junto com os ex-integrantes do Grupo Polegar, em comemoração aos 25 anos de lançamento de seu primeiro álbum. O grupo anunciou em vários programas de TV o projeto de gravar um DVD comemorativo em 2015, mas o grupo acabou encerrando suas atividades antes que a gravação de fato ocorresse.
Em 2015, após o abandono do projeto de um registro ao vivo em DVD do reencontro do Polegar, Rafael formou uma dupla de pop rock e funk com Alex Gill, seu ex-parceiro do grupo, sob o nome de Alex Gill e Rafael Ilha.
Também em 2015, em conjunto com a apresentadora Sônia Abrão, lançou uma biografia intitulada As Pedras no Meu Caminho, onde fala de suas sucessivas internações em clínicas de reabilitação, suas paixões e eventual tentativa de suicídio. O livro tem previsão de se tornar filme, com direção de Lucas Margutti.
Ainda no ano de 2015, Rafael participaria da oitava temporada do reality show A Fazenda que é exibido pela Rede Record, mas foi impedido pela Justiça de ingressar no reality show. Na época, Rafael ainda cumpria pena alternativa trabalhando em uma instituição de caridade e o seu advogado tentou vários recursos, mas não conseguiu a autorização judicial para participar do reality show.
Em 2017, Rafael participou, junto com a sua esposa Aline Kezh Felgueira, da segunda temporada do reality show Power Couple Brasil que é exibido pela Record TV. O casal acabou ficando em 7º lugar na competição. No mesmo ano de 2017, Rafael teve uma nova chance de ingressar em A Fazenda que é exibido pela Record TV, quando foi participante reserva da nona temporada do reality show, porém acabou não ingressando nesta edição.
Após tentar ingressar no reality show A Fazenda em duas temporadas passadas (em 2015 foi impedido pela Justiça e em 2017 ficou como participante reserva), em setembro de 2018, Rafael finalmente conseguiu ingressar no reality show. Ele foi então confirmado pela RecordTV como um dos dezesseis participantes oficiais da décima temporada do reality show A Fazenda. Após 87 dias de confinamento, Rafael consagrou-se vencedor da temporada em dezembro de 2018, com 62,51% dos votos, derrotando os participantes João Zoli  e Caíque Aguiar. Ele ganhou como prêmio R$ 1,5 milhão, também ganhou R$ 45 mil e duas TVs de 50 polegadas como prêmios de atividades ao longo do confinamento.
Em 2019, Rafael participou de uma série documental autobiográfica intitulada "10 Chances - O Homem que Desafiou a Morte", que foi exibido no serviço de streaming de vídeo PlayPlus que é ligado ao Grupo Record. A série documental teve cinco episódios, baseado em uma história real, na qual foi dirigida pelo próprio Rafael. Esta série documental retratou a vida do cantor, no qual fala de momentos importantes da sua vida como o do seu envolvimento com as drogas, os diversos momentos em que foi internado em clínicas de recuperação para dependentes químicos e a sua superação da dependência química. Na série documental é visto imagens de momentos importantes da vida do Rafael, como o tempo em que fazia parte da boy band Polegar, o seu namoro com a atriz Cristiana Oliveira e a sua vitória no reality show A Fazenda.
Em 2020, Rafael participou de um outro reality show que foi um episódio da segunda temporada do Troca de Esposas que é exibido pela RecordTV. Rafael participou então neste episódio do reality show da "Troca de Maridos" com o empresário João Miranda. Neste episódio do reality show o empresário João Miranda foi para a residência de Rafael, localizada na cidade de São Paulo, na qual o empresário conviveu com a família de Rafael, tendo entre os cuidados a convivência com a pequena Laura (filha de Rafael e de sua esposa Aline Kezh). Em contrapartida, Rafael foi então conviver com a família do empresário João Miranda que reside em um sítio no município de Itapecerica da Serra (que faz parte da Região Metropolitana de São Paulo), na qual teve entre os seus afazeres, participar de aula de dança e cuidar de cinco crianças.

## Controvérsias
Em 2000, Rafael Ilha foi preso por porte ilegal de cocaína. O caso foi divulgado pela TV Gazeta, que ganhou um formato de vídeo disponível no YouTube.

### Prisão
No dia 1 de julho de 2008 o ex- polegar foi preso por tentativa de sequestro, na região central de São Paulo. Ele tentou levar, à força, a dona de casa Karina de Sousa Costa, de 28 anos, para a clínica de reabilitação de dependentes químicos em Itapecerica da Serra, na Grande São Paulo. Neusa Camargo Antunes, de 43 anos, e Cristiano da Silva Andrade, de 25, funcionários da clínica e que estavam junto com o cantor, também foram detidos.
Em depoimento ao delegado Diogo Dias Zamut Júnior, no 5º Distrito Policial da Aclimação, Ilha disse que o ex-marido de Karina, Pedro José de Santana Vaz, de 36 anos, que está em Macapá (AP), havia solicitado a internação dela para um tratamento de desintoxicação.
O ex-Polegar acrescentou que Vaz teria ligado para a ex-mulher e pedido que ela fosse até o prédio onde ele mora, na Bela Vista, para pegar o dinheiro das mensalidades escolares dos dois filhos do casal. O trio, que estava em um Toyota Hilux, ficou à espera da dona de casa.
Ao chegar ao local, Karina foi atacada por Ilha e funcionários da clínica, que tentaram sedá-la com auxílio de uma seringa e algodão embebido em éter. Ao ouvirem gritos de socorro, testemunhas acionaram a polícia. Os acusados foram autuados em flagrante por tentativa de sequestro e formação de quadrilha. Pedro José de Santana Vaz passa a ser considerado procurado pela Polícia.
Em 21 de julho de 2014, Rafael Ilha foi preso em Foz do Iguaçu, no Paraná, junto com a mulher, Aline. Eles tentaram passar do Paraguai para o Brasil com uma espingarda calibre 12, munição e arma de choque. O casal estava em duas motos. Ao revistar o casal, os agentes da Receita encontraram a espingarda e a munição enrolados em um cobertor. A arma estava desmontada. Com Rafael, foi encontrada a arma de choque.
Em 2015 foi preso de novo, porque esqueceu de avisar a justiça o novo endereço onde mora. Isso aconteceu por causa do caso da dona de casa Karina de Sousa Costa, de 28 anos, que ele tentou levar a força para a clínica de reabilitação de dependentes químicos em Itapecerica da Serra, na Grande São Paulo, no qual foi obrigado a ir à delegacia contar para a polícia.

### Tentativa de suicídio
No dia 20 de outubro de 2009 a polícia foi chamada para atender uma ocorrência em um condomínio no Morumbi no qual encontrou Rafael Ilha dentro de um elevador tentando se matar. Após negociações ele entregou os objetos que possuía em seu domínio como um pedaço de vidro e um garfo. Ilha teria tentado se matar com o pedaço de vidro fincado em seu pescoço. Após cirurgia, o cantor se recuperou.

## Discografia

### No Polegar
- Polegar (1989)
- Polegar (1990)

### No Alex Gill & Rafael Ilha
- 2015 - Adrenalina

### Solista
- Cantar Comigo (1999)[22]

## Televisão
| Programas (Entrevistas, Reality Show, Especiais, entre outros) | Programas (Entrevistas, Reality Show, Especiais, entre outros) | Programas (Entrevistas, Reality Show, Especiais, entre outros) | Programas (Entrevistas, Reality Show, Especiais, entre outros) | Programas (Entrevistas, Reality Show, Especiais, entre outros) | Programas (Entrevistas, Reality Show, Especiais, entre outros) |
| Ano                                                            | Título                                                         | Função                                                         | Notas                                                          | Emissora                                                       | Ref                                                            |
| -------------------------------------------------------------- | -------------------------------------------------------------- | -------------------------------------------------------------- | -------------------------------------------------------------- | -------------------------------------------------------------- | -------------------------------------------------------------- |
| 1990-1991                                                      | Casa Mágica                                                    | Apresentador                                                   |                                                                | RecordTV                                                       |                                                                |
| 2011                                                           | A Tarde é Sua                                                  | Repórter                                                       |                                                                | RedeTV!                                                        |                                                                |
| 2017                                                           | Power Couple Brasil                                            | Participante (com Aline Kezh)                                  | Temporada 2                                                    | RecordTV                                                       | [ 8 ]                                                          |
| 2018                                                           | A Fazenda                                                      | Participante                                                   | Temporada 10                                                   | RecordTV                                                       | [ 11 ]                                                         |
| 2019                                                           | 10 Chances - O Homem que Desafiou a Morte                      | Protagonista                                                   | Temporada 1                                                    | PlayPlus                                                       |                                                                |
| 2019                                                           | Bancando o Chef                                                | Participante (com Aline Kezh)                                  | Temporada 2                                                    | RecordTV                                                       | [ 23 ]                                                         |
| 2019                                                           | Canta Comigo                                                   | Jurado                                                         | Temporada 2                                                    | RecordTV                                                       | [ 24 ]                                                         |
| 2020                                                           | Troca de Esposas                                               | Participante                                                   | Temporada 2                                                    | RecordTV                                                       | [ 25 ]                                                         |